# دالمنی، نیو ساوت ولز
دالمنی (به انگلیسی: Dalmeny) یک شهرک در استرالیا است که در نیو ساوت ولز واقع شده‌است.